# Castello di Veliki Tabor

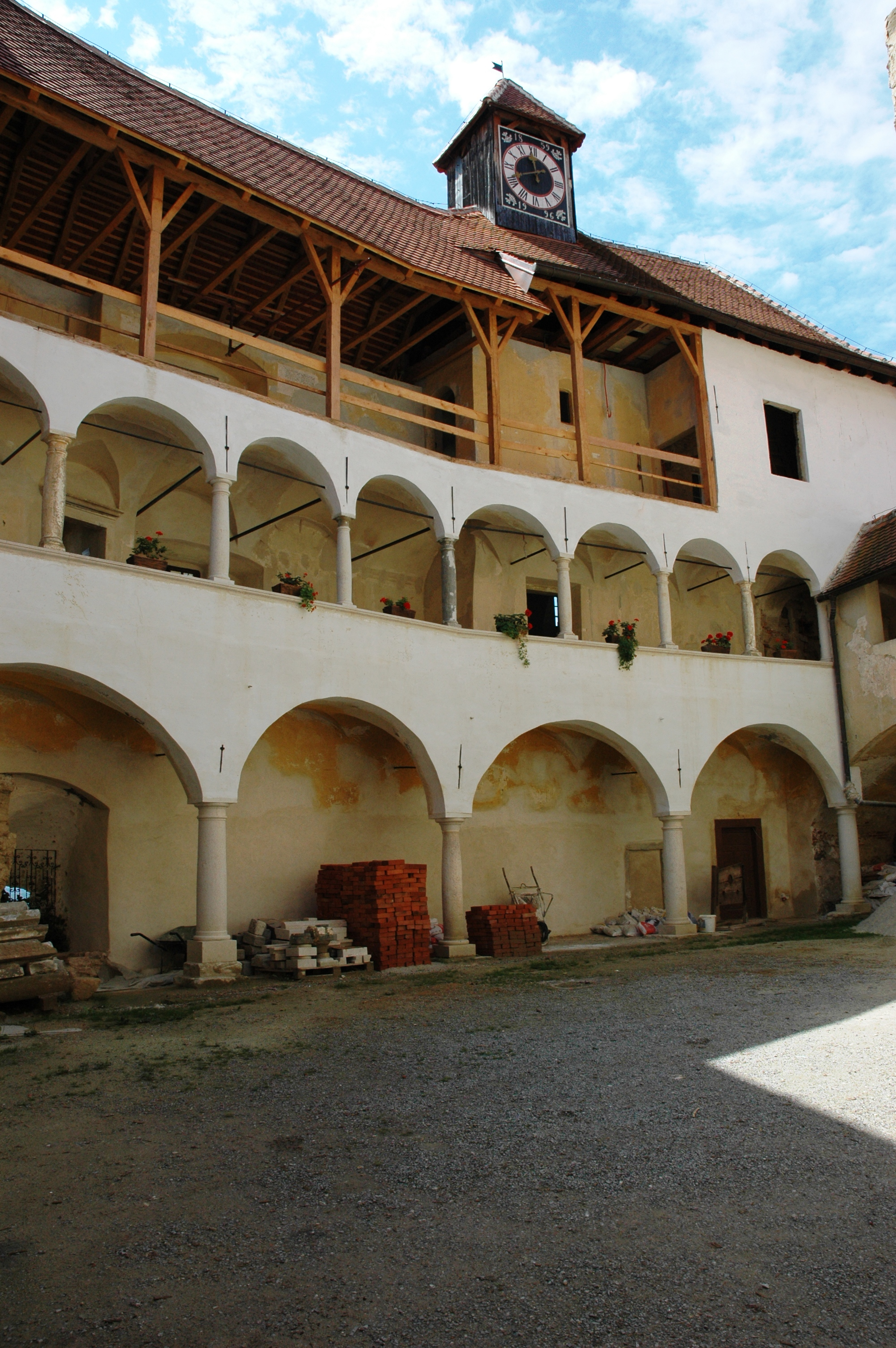
Il cortile interno del castello

Il castello di Veliki Tabor (in croato Grad Veliki Tabor) è una fortificazione sita nelle vicinanze di Desinić in Croazia e risalente al XII secolo. L'aspetto attuale del castello risale al XVI secolo.
Si trova sulla cima di una collina a 334 metri di altitudine, all'estremità occidentale della regione dello Hrvatsko Zagorje.
La maggior parte del castello fu costruita dalla famiglia nobile Rattkay (in croato Ratkaj), originaria del nord dell'Ungheria nei pressi di Rátka sul fiume Sajò, che rimase proprietaria della fortezza fino al 1793. Il pittore croato Oton Iveković possedé il castello dal 1919 al 1938. Il castello è ora di proprietà dello Stato, che lo gestisce come un museo e sito turistico.
La parte più antica è la sua parte centrale, il castello pentagonale, costruito nel XII secolo. Il castello è circondato da quattro torri semicircolari, risalenti ai secoli XV e XVI. Il complesso d'ingresso è stato costruito intorno al 1820.
Il tetto fu realizzato in dodici diversi materiali. All'interno del castello vi sono gallerie con pilastri rotondi. C'è un grande pozzo profondo 31 m e una ex cantina. La sala grande è decorata con alabarde. Al primo piano si trova la cappella del castello con il teschio di Veronika di Desinić che, secondo la leggenda, fu uccisa e murata nel castello.
Le collezioni negli spazi espositivi comprendono vecchi veicoli, oggetti etnografici, una prima produzione di medicinali, spade e armature, dipinti e ceramiche, nonché una presentazione della nobile famiglia Rattkay, prima proprietaria del castello.
Dal 2002, Veliki Tabor è la sede di un festival internazionale di cortometraggi, il Tabor Film Festival.
Nel 2005 il castello è stato scelto per entrare nella lista dei candidati alla nomina di sito patrimonio dell'umanità della Croazia.
Il castello è rimasto chiuso al pubblico per lavori di ristrutturazione 6 novembre 2008 fino al novembre 2011.
Dal 2011 è aperto ai visitatori, come museo.

## Storia

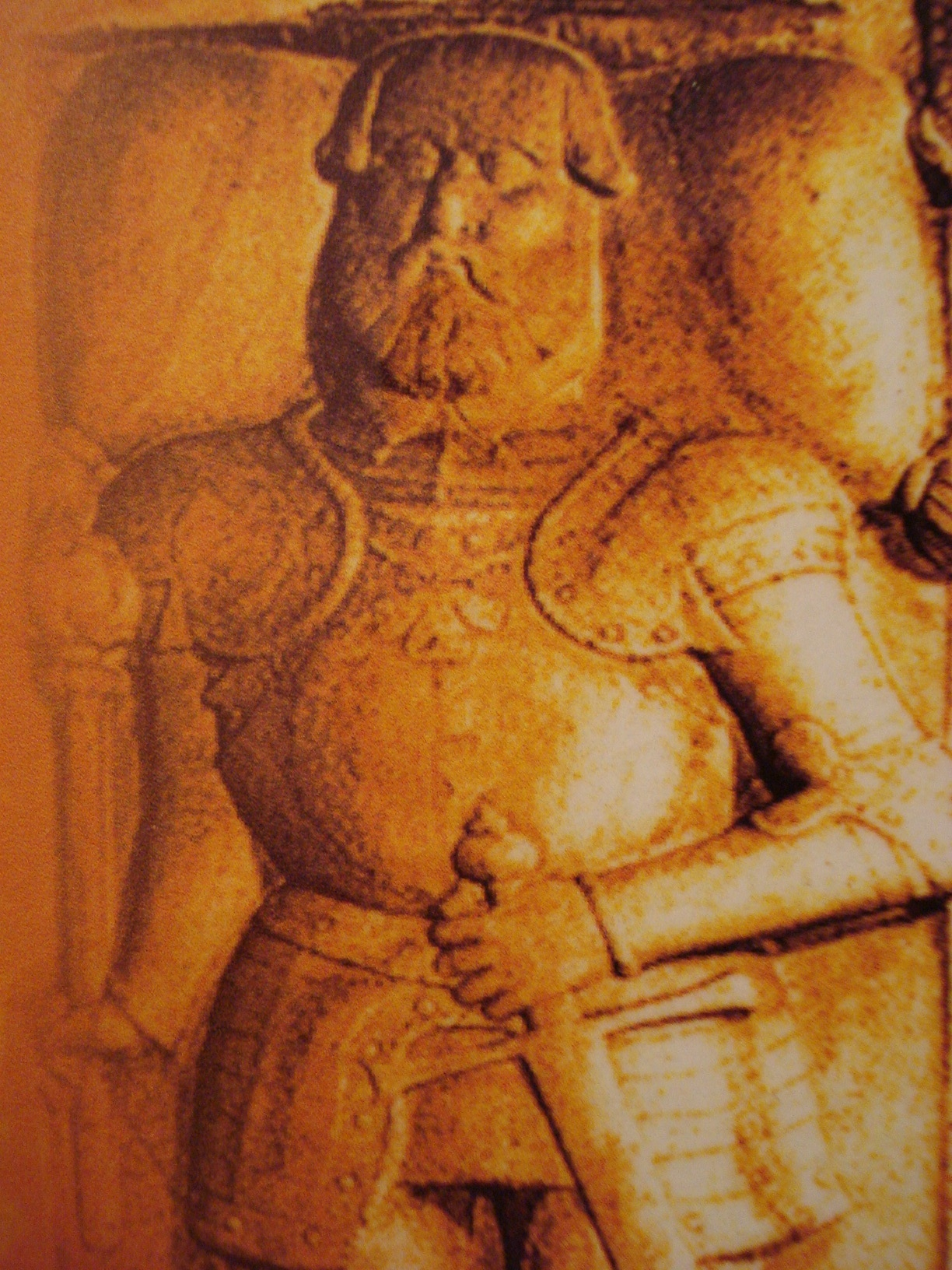
Petar II Rattkay (1520-1586), titolato barone nel 1559 dal re Ferdinando I d'Asburgo

Fu probabilmente Fridrik II Celjski (Frederick II di Celje) (1378-1454) a far costruire il castello, mentre il suo successore, Ivan Vitovec (? -1468), avviò la costruzione delle torri rinascimentali semicircolari occidentali e orientali.
La nobile famiglia Rattkay governò il forte dal 1502 al 1793.
I Rattkay parteciparono a significativi eventi sociali, politici, culturali e molti di loro combatterono contro gli ottomani nel corso del XVI e XVII secolo, in difesa della cristianità e della propria terra. Nel 1559 i Rattkay furono insigniti del titolo di baroni da Ferdinando I d'Asburgo, nel 1687 di quello di conti da Leopoldo I d'Asburgo, diventando una delle famiglie aristocratiche più potenti della Croazia. Nel 1793, alla morte del conte Josip Ivan Rattkay senza un erede maschio, Veliki Tabor passò sotto la direzione della Camera Ungherese.
Nel corso del XIX secolo il forte cambiò vari proprietari e cadde progressivamente in rovina. 
Durante la prima guerra mondiale fu usato come prigione. Nel 1919, il pittore Oton Iveković acquistò il castello a un'asta, desideroso di salvarlo dalla rovina. A causa di difficoltà finanziarie, però, nel 1938 Iveković fu costretto a venderlo all'Amministrazione Civile, che lo consegnò alla Società delle Suore di Misericordia del Terzo Ordine di San Francesco. La ristrutturazione, avvenuta tra il 1938 e il 1943, fu curata dal reverendo Vukina.
Dal 1945 il forte divenne proprietà della gente e per anni fu utilizzato per scopi inadeguati. Tra il 1945 e il 1995 sono stati eseguiti, occasionalmente, lavori di riparazione urgenti, finanziati dal ministero della cultura.
Alla fine degli anni '80, Josip Štimac ha rilanciato Veliki Tabor con una serie di attività, come tornei di cavalieri, allestimenti di arti visive e falconeria.
Nel 2003, i musei di Muzeji Hrvatskog Zagorja hanno assunto la direzione di Veliki Tabor, avviandone la ripresa archeologica e conservativa, assieme a lavori di ricostruzione, finanziati dal Ministero della Cultura della Repubblica di Croazia, sotto la guida e supervisione professionale dell'Istituto croato di conservazione a Zagabria.

## Galleria d'immagini

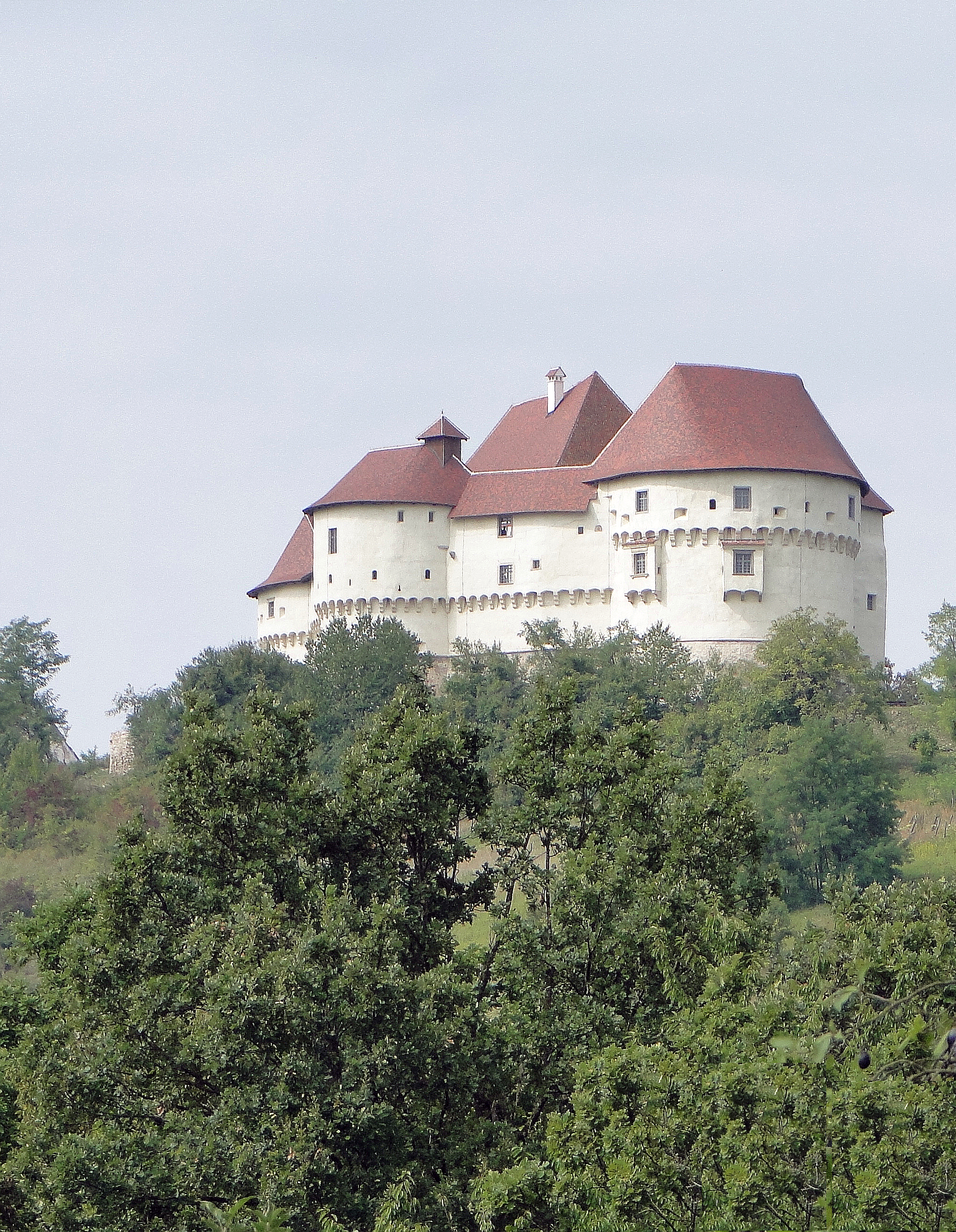
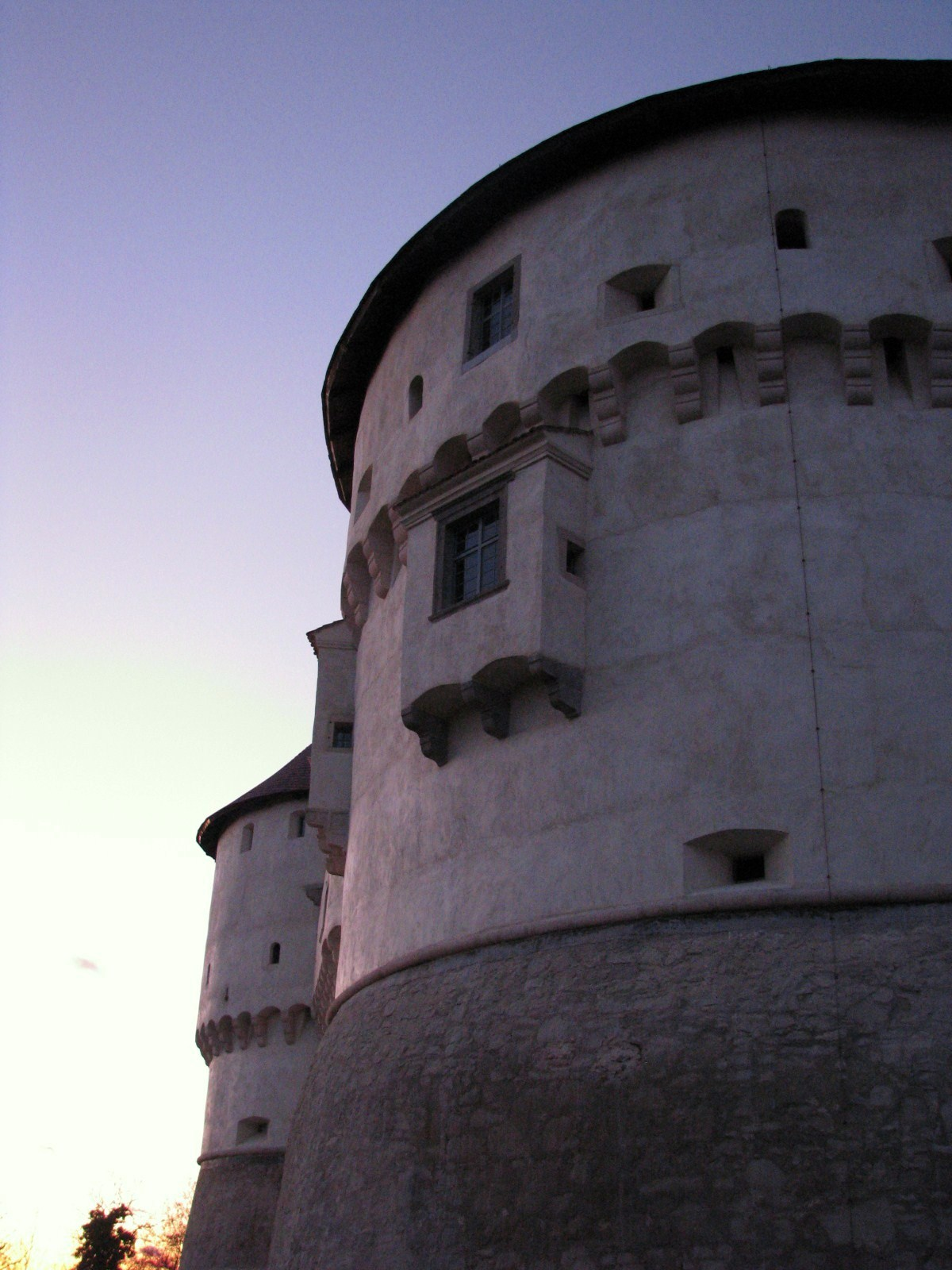
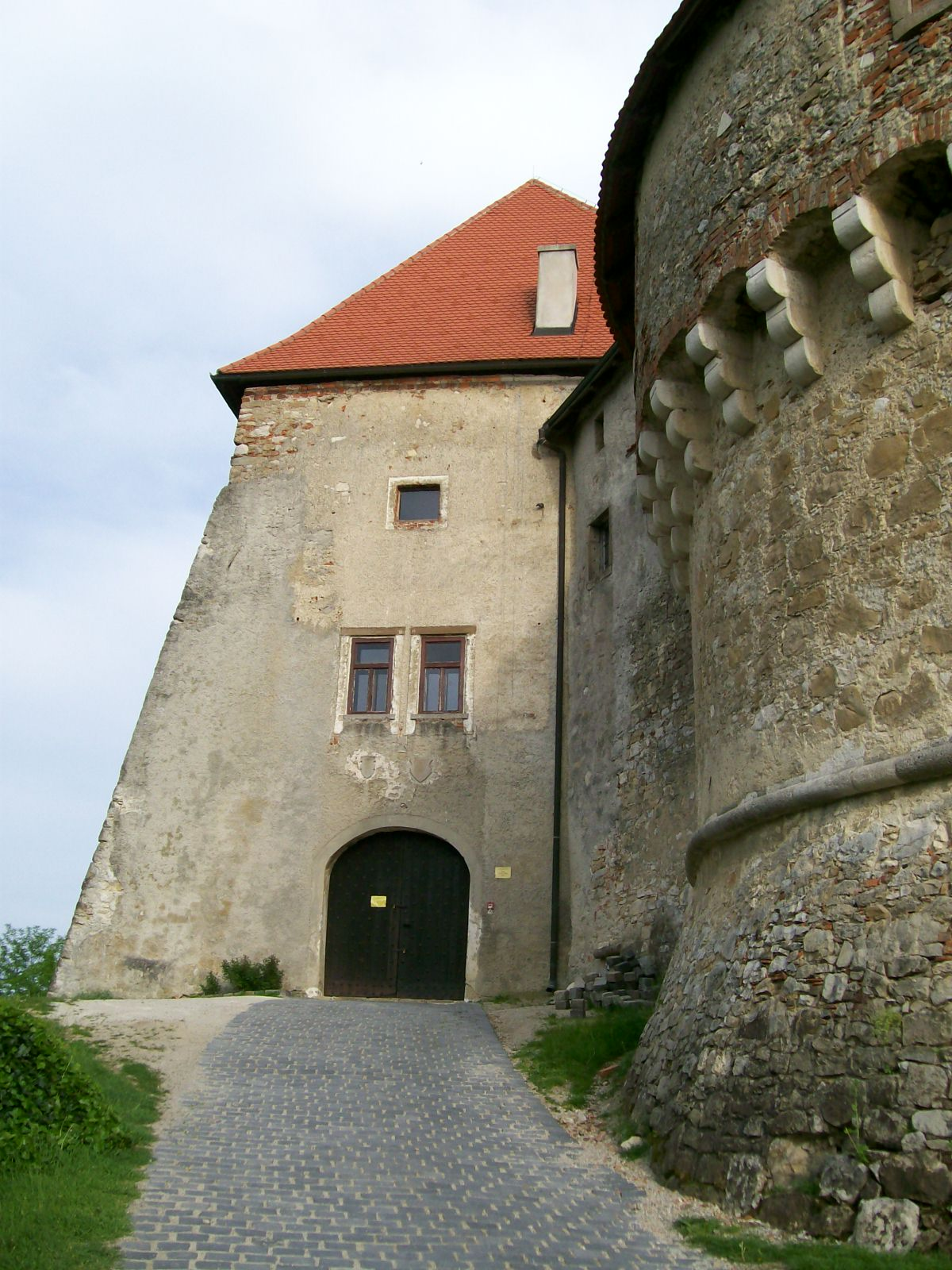
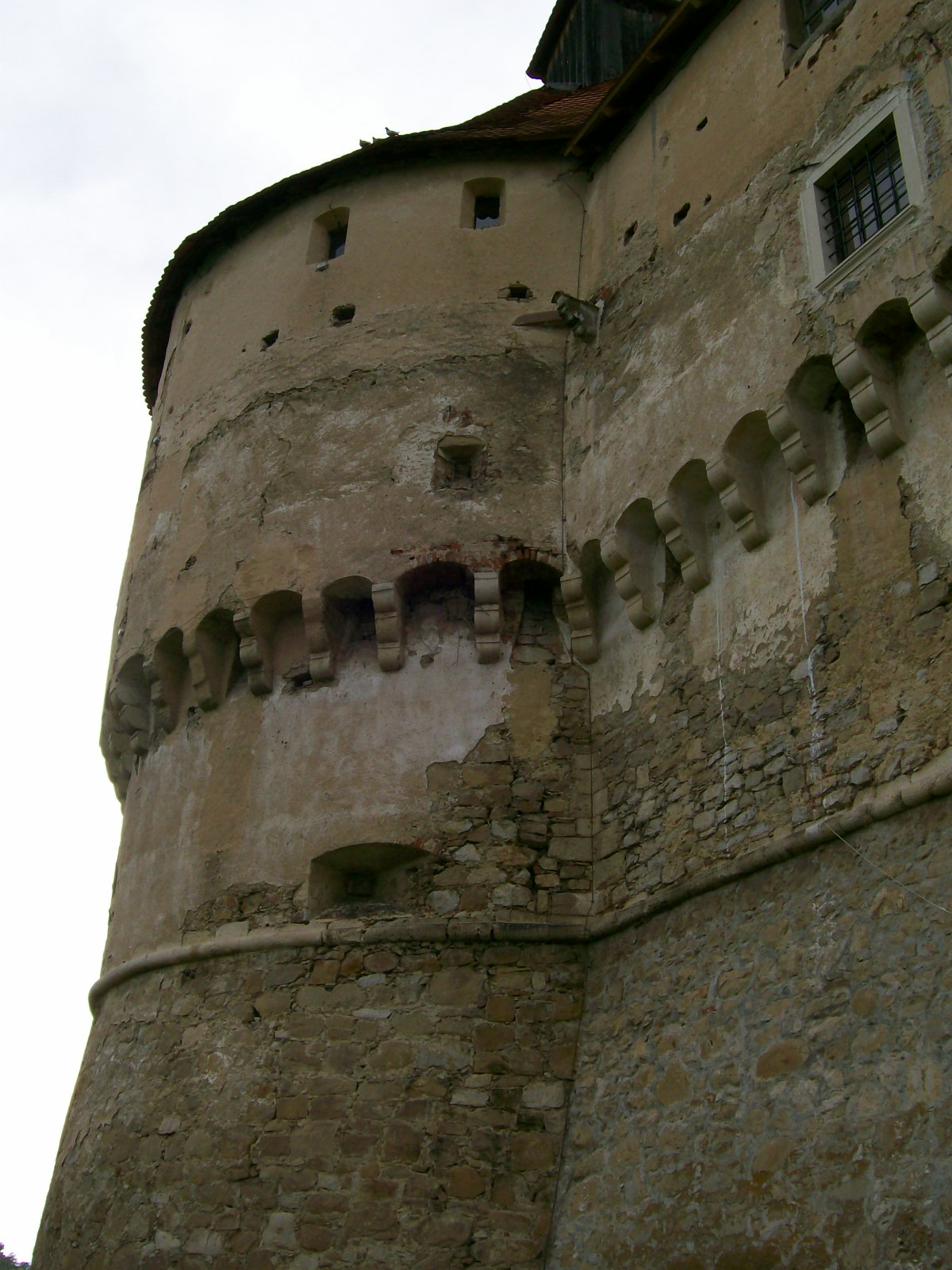
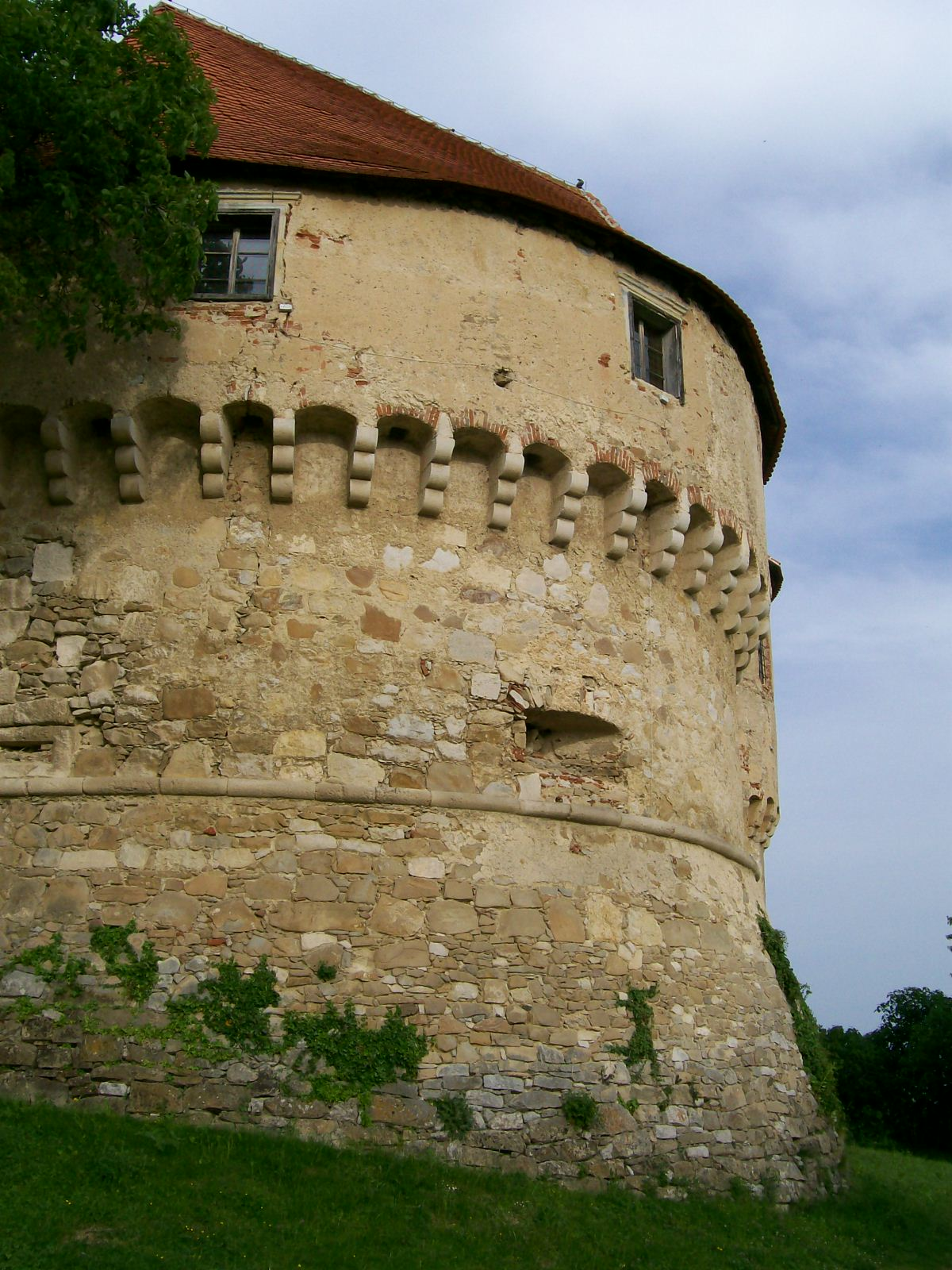
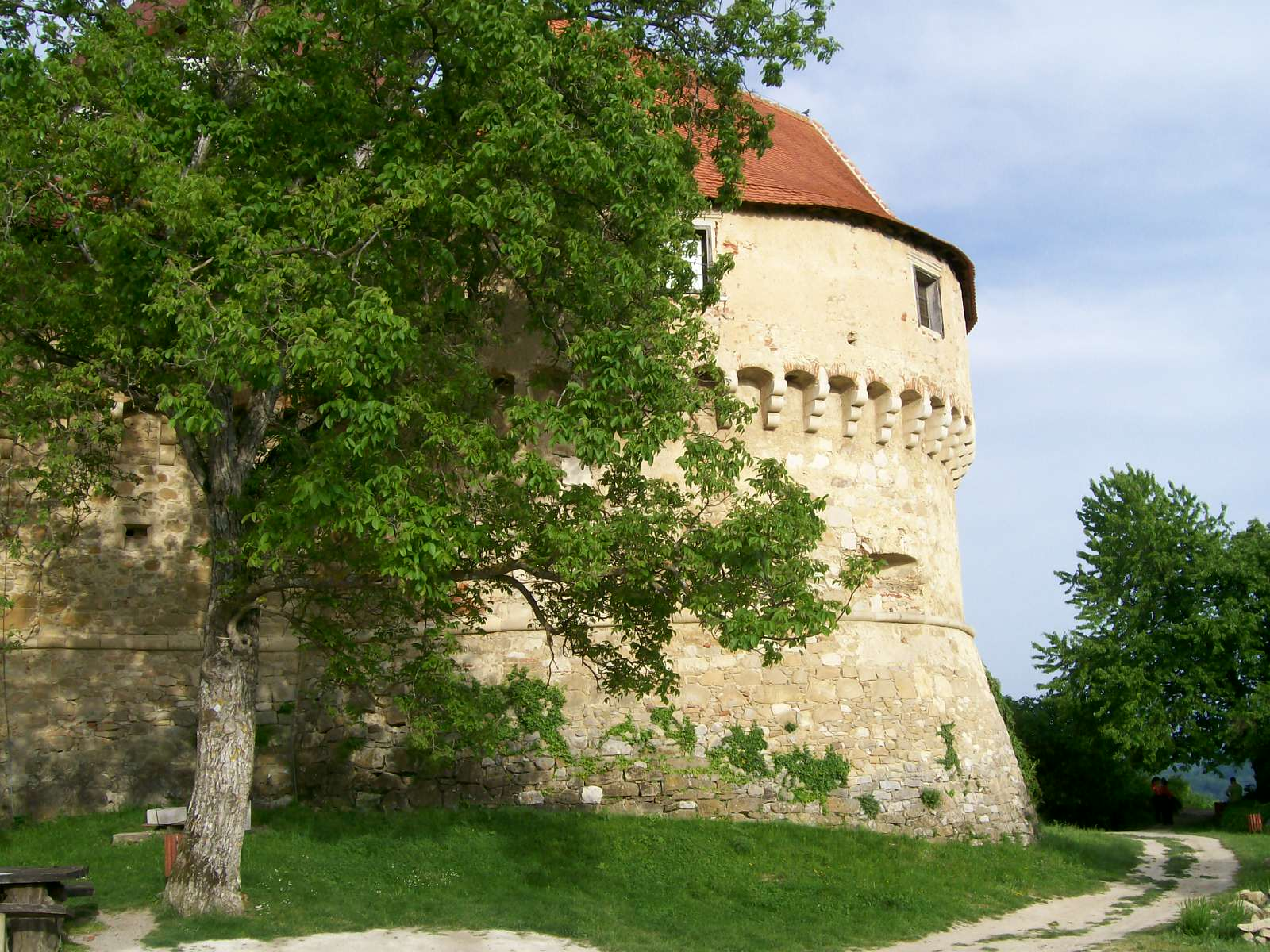
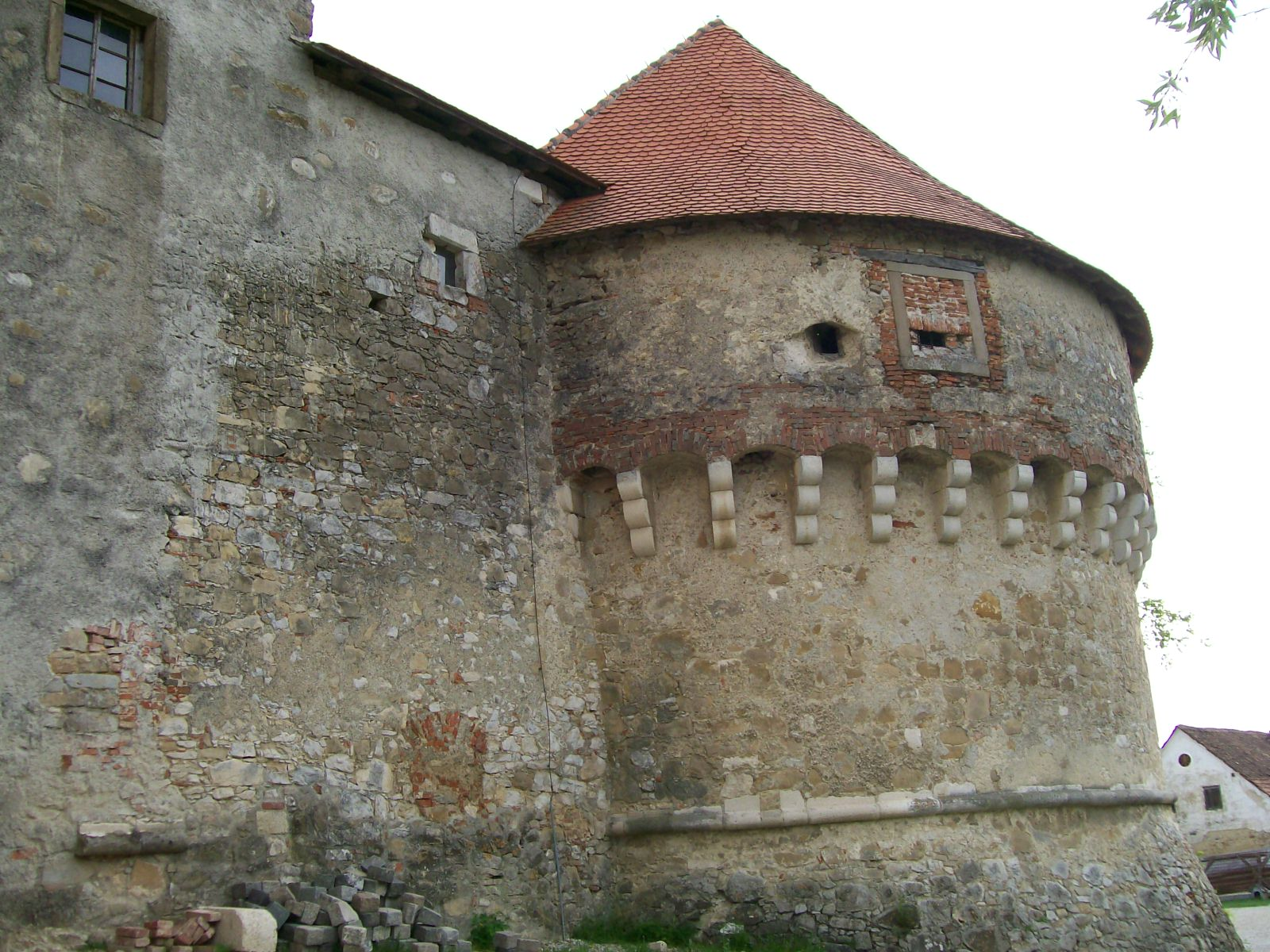
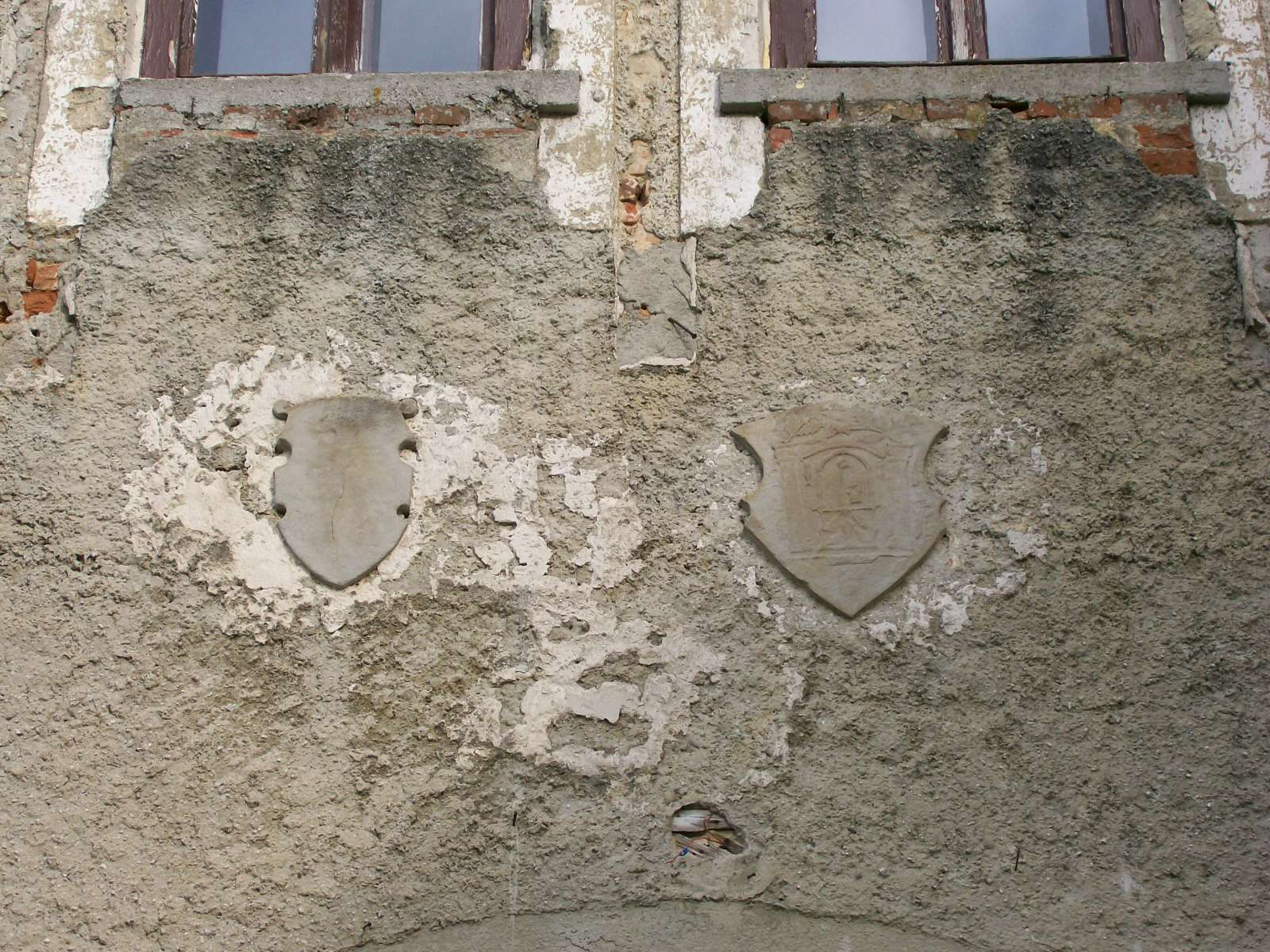
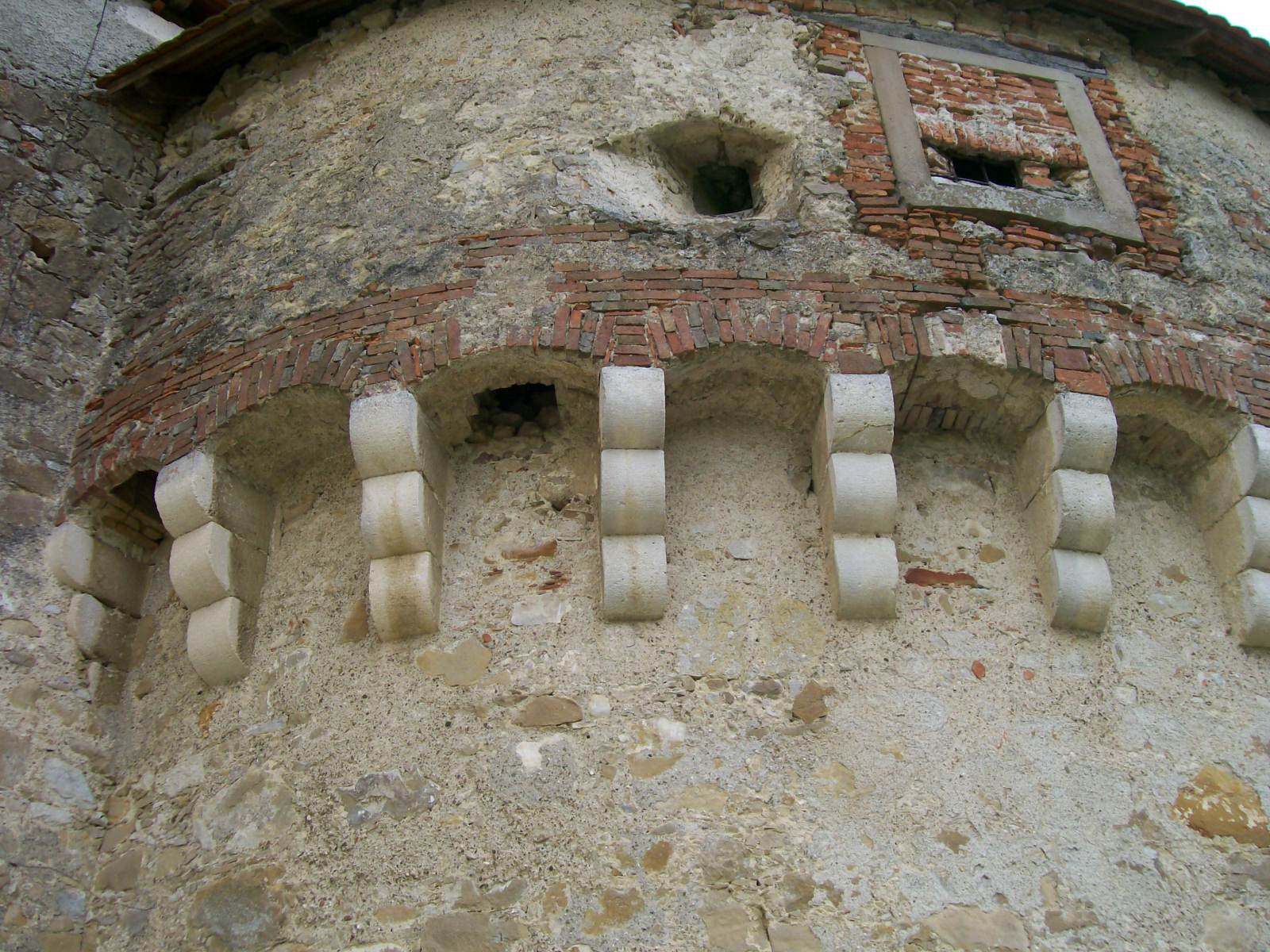
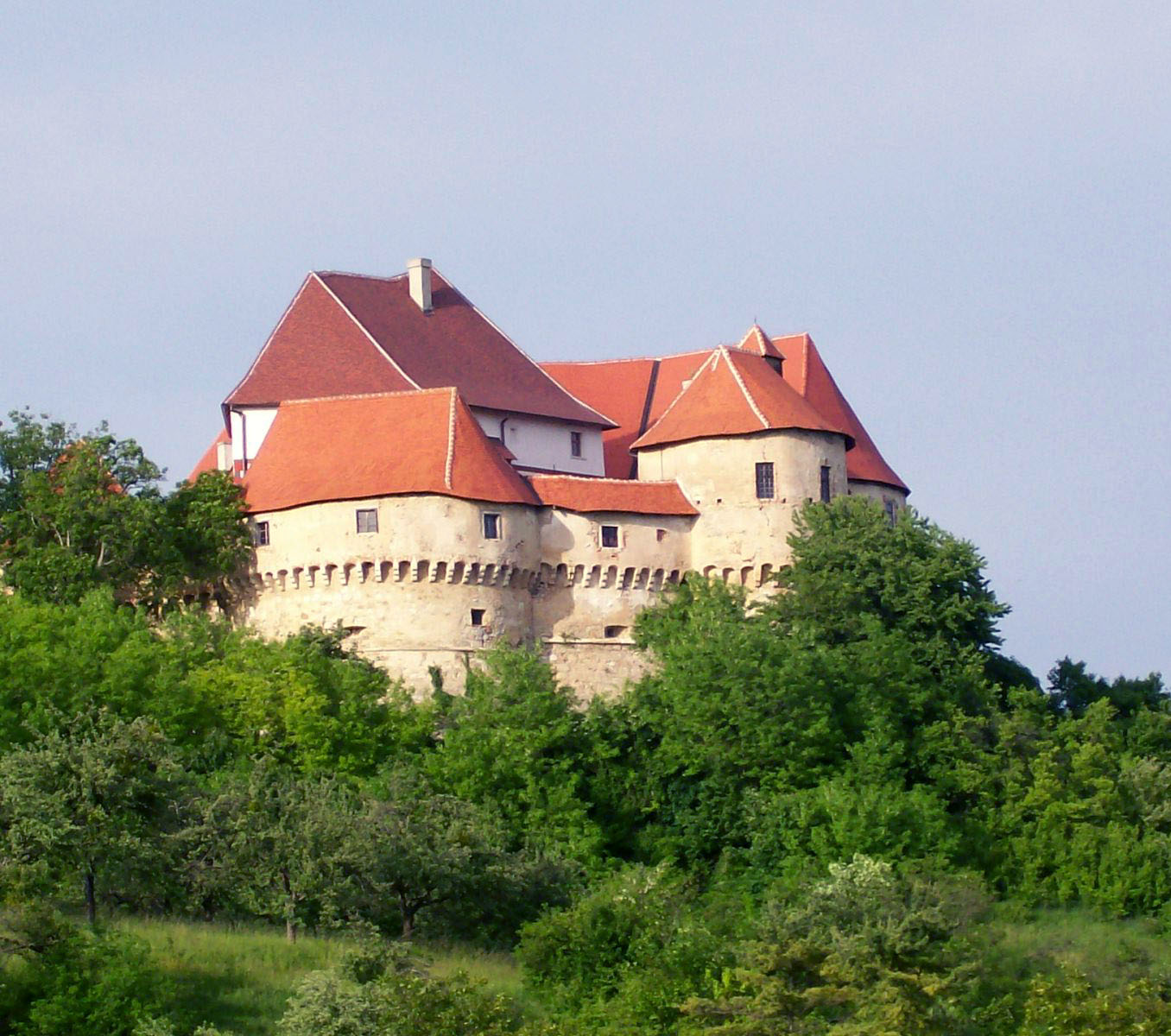